# Sabadell
Sabadell è un comune spagnolo di 203.969 abitanti situato nella comunità autonoma della Catalogna, in provincia di Barcellona. Assieme a Terrassa, la città è il capoluogo della comarca del Vallès Occidental. Il comune è il più importante centro dell'industria tessile laniera della Spagna, è anche sede di industrie metallurgiche e di uno dei maggiori istituti di credito spagnoli: il Banco Sabadell, qui nato nel 1881.
I lavoratori dipendenti secondo una statistica comunale del 2005 si distribuiscono per lo 0,02% nell'agricoltura, per il 19,20% nell'industria, per l'11,04% nelle costruzioni e per il 69,73% nei servizi.
Non c'è accordo fra gli storici locali su quale sia la derivazione del toponimo, alcuni la fanno risalire al giorno di sabato in cui si svolgeva e si svolge tuttora il mercato settimanale, altri da San Salvador a cui era dedicata una chiesetta con l'evoluzione da Salvador a Salvadorell, Salvadell e, infine, Sabatell. Altri ancora pensano alla deformazione successiva del nome latino del guado vadum o vadellum; esisteva infatti un guado sul fiume Ripoll che passa vicino alla città.

## Storia
Risale al Paleolitico la più antica presenza umana nella zona e agli Iberi in epoca storica risalgono i primi insediamenti stabili. L'occupazione romana della zona fu lenta e progressiva e nel I secolo a.C. esisteva una florida colonia romana detta Arraona di origine iberica per la quale passava la importante Via Augusta. L'insediamento è noto fino dal secolo XI (Valrá), ma il nome (Sappatellum, forse da sappus "abete") compare solo nel 1232.
Il periodo visigoto e quello arabo non hanno lasciato tracce significative a Sabadell. In un documento del 1039 è citata la parrocchia di Sant Feliu e in un altro documento del 1111 si parla di una strada che da Sabadell conduceva a Sant Cugat del Vallès. L'istituzione del mercato settimanale e la costruzione di strade favorirono la crescita del paese che nel XIV secolo doveva raggiungere quasi un migliaio di abitanti secondo calcoli dedotti da altri dati sul numero di famiglie residenti. Nel 1369 il centro abitato era racchiuso entro mura, circondate da un fossato e fornito di porte.
Verso la fine del secolo cessò il potere feudale e il paese appartenne direttamente alla Corona reale continuando ad essere un modesto centro agricolo e commerciale. Nel XV secolo si registrò una crisi con decremento demografico, ma negli ultimi anni si ebbero le prime installazioni dell'industria tessile laniera dette molins drapers, il numero degli abitanti ritornò ai livelli precedenti la crisi e continuò a crescere lentamente nei secoli XVI, XVII e XVIII nel quale aumentarono gli opifici tessili e ne nacquero alcuni dedicati ad altre produzioni, come quella della carta.
La grande evoluzione si ebbe nel XIX secolo in cui da paese eminentemente agricolo, Sabadell si trasformò in città industriale e passò dai circa 2.000 abitanti d'inizio secolo ai 23.000 nel 1897. Nacque la Societat Amants de l'Agricoltura i l'Industria de Sabatell. Nella seconda metà di questo secolo si ebbe l'applicazione delle macchine a vapore nell'industria tessile, si realizzò l'approvvigionamento dell'acqua e del gas, s'illuminarono le strade centrali prima col gas e poi con la corrente elettrica, nacquero istituti di credito come la Cassa di Risparmio e il Banc de Sabadell destinato a diventare una delle maggiori banche spagnole e capogruppo di diverse banche minori (Gruppo Sabadell), giunse la linea del treno che collegò la città a Barcellona. Nel 1887 fu concesso il titolo ufficiale di città.
Nel XX secolo, pur incrementandosi quella tessile e il relativo indotto, si differenziò l'industria con la nascita di aziende dedite alla metallurgia, grazie alla forte immigrazione operaia dal sud della Spagna, la città continuò ad espandersi, nel 1904 assorbì una parte del comune di San Pedro de Terrassa (l'altra parte passò a Terrassa).
La grande esplosione demografica si ebbe nel secolo scorso: a inizio secolo erano infatti 23.300 gli abitanti e divennero ben 182.000 nel 1975 in buona parte impiegati nel settore terziario. Il regime franchista portò gravi turbamenti sociopolitici e chiusero diverse aziende. Negli anni 1980-2000 le attività si spostano sui servizi, sulla finanza e sul commercio; si sviluppa l'industria delle costruzioni e sorgono nuovi quartieri. Oggi si punta ad un nuovo modello di città con l'economia rivolta essenzialmente ai servizi e all'innovazione tecnologica.

## Monumenti e luoghi o edifici d'interesse
Casa Duran del XVI secolo, Teatro Principal del 1866, Casa del Cornù del XVII secolo, Pau de Glacers de Sant Oleganer del XVII (edificio seminterrato dove veniva stipata la neve durante l'inverno per avere il ghiaccio nella stagione calda), Case del secolo XVIII di via Borriana e di via di Sant Agustì, Masia de Can Rull palazzo della famiglia Rull dei secoli XVII e XVII, Forns de la Ceramica forni per la cottura delle ceramiche del XVIII secolo, Casa fabrica Turuell del 1812, Collegi de la Escola Pia del 1882, Gremi de Traficant del 1883, Collegi Enric Casasias del 1897, Casa Taule del 1904, El Despats Lluch del 1908, Edifici de l'Obra Social de la Caixa de sabadell del 1907, Edifici de la Caixa de Sabadell del 1915, Torre de Agua del 1918, Voltes de l'Oliver casa signorile del 1852, Ajuntament sede municipale del 1872, Sala de Maquines del vapor Buxeda Vell del 1853 che produceva anche energia elettrica e oggi è sede del Museu de l'Industria Textil, Casa Antoni Casanovas del 1859 che ospita il Museu d'historia di storia e tradizioni locali, Museu de l'Institut de Paleontologia importante museo della preistoria, Museu d'Art di arte antica catalana e contemporanea; fuori città nel Bosc Can Deu c'è il museo contadino Esposició Permanent d'Eines Agricules.
Gli edifici religiosi notevoli sono: le chiese di Sant Felix del XV secolo già San Salvador del secolo XI, di San Pau de riu Sec del secolo X modificata nei secoli XII e XVIII, di Sant Julià d'Altura del secolo XI modificata nel periodo barocco, della Purissima del 1885, della Escola Pia del 1832, di Sant Agustì del 1924, di Sant Vincenç de Jonqueres del XIII secolo successivamente modificata e restaurata nel 1992 quando era in grande degrado, l'ermita della salut del 1882-1907, l'Ermita de Togores del X secolo.

## Dintorni
A 9 km ad ovest Terrassa. A 9 km a sud Sant Cugat del Vallès con l'antico Monastero benedettino fondato nel secolo XI sul posto dove, secondo la tradizione, nel 304 sarebbe stato martirizzato Sant Cugat.

## Feste
Aplec de la Salut nella seconda domenica di giugno, Festa Major
in settembre, Dijous Gras in febbraio, Carnestoltes l'ultimo giorno di carnevale, Dimecres de Cendra in febbraio, Sant Jordi in aprile.

## Sport
Dal 1916, anno della sua fondazione, è presente la società polisportiva Club Natació Sabadell, una delle più grandi della Catalogna per numero di soci iscritti (25.000), attiva in 20 differenti discipline e nota soprattutto per gli sport acquatici. Diversi atleti del club hanno partecipato ai Giochi olimpici e paralimpici estivi, tra cui i nuotatori Martín López-Zubero e Mireia Belmonte. La squadra di pallanuoto femminile, con diciassette scudetti, sedici Coppe della Regina e undici Supercoppe di Spagna, è una delle più titolate della Spagna; vanta cinque Euroleghe e tre Supercoppe d'Europa. Quella maschile ha ottenuto tre Coppa del Re e quattro Supercoppe di Spagna.